# イルゼ・パウージン
イルゼ・パウージン（Ilse Pausin、1919年2月7日  - 1999年8月6日 ）は、ウィーン生まれのオーストリア出身の女性フィギュアスケート選手。1936年ガルミッシュ・パルテンキルヘンオリンピックペア銀メダリスト。パートナーはエーリヒ・パウージン。

## 経歴
- 1934年から世界フィギュアスケート選手権で5大会連続の2位。
- 1936年ガルミッシュ・パルテンキルヘンオリンピックで銀メダルを獲得。

## 主な戦績
| 大会/年      | 1934-35 | 1935-36 | 1936-37 | 1937-38 | 1938-39 |
| ------------ | ------- | ------- | ------- | ------- | ------- |
| オリンピック |         | 2       |         |         |         |
| 世界選手権   | 2       | 2       | 2       | 2       | 2       |
| 欧州選手権   | 4       |         | 2       | 2       | 2       |